# Humberto Grondona
Humberto Mario Grondona (n. 27 de octubre de 1957) es un exfutbolista Argentino, entrenador y dirigente de fútbol. Es el hijo mayor de Julio Humberto Grondona. Actualmente se desempeña como director deportivo en Mitre de Santiago del Estero. Como DT de Racing Club perdió la final de La Supercopa Sudamericana 1992.

## Trayectoria
Su vida relacionada al fútbol comenzó como jugador en la década de los 80, en Arsenal de Sarandí, el club fundado por su padre y que en los últimos años adquirió una presencia destacada en el fútbol argentino y también continental. Su vida como futbolista tuvo más de ilusión que de realidad, porque por fuera del club que su padre, entre otros, fundó, jugó un solo partido en el Club Atlético Tigre.
Como director técnico, comenzó en 1992 en Racing de Avellaneda, tradicional rival de Independiente, el club que su padre presidió antes de dirigir la AFA. Con la academia logró llegar a la final de la Supercopa Sudamericana en la que caería ante el Cruzeiro. Luego, en 1993, fue entrenador de Talleres de Córdoba, con el que se comprometió a salvarlo del descenso, pero no lo logró.
Después, fue ayudante técnico de Carlos Bilardo en Sevilla de España y probó suerte en las inferiores de Nacional. No obtuvo éxito y dirigió a Godoy Cruz Antonio Tomba en la segunda división, con el que no logró el ascenso. También pasó por Arsenal de Sarandí, donde más adelante sería presidente, (tras el fallecimiento de su padre) e Independiente.
Se dedicó al periodismo y, luego, volvió a dirigir. Fue al América Cochahuayco, filial del Universitario de Deportes . En 2005, fracasó al no llevar a la selección de México al Mundial Sub-20 de Holanda.
Volvió a Talleres donde fue Mánager y luego entrenador, aunque sin buenos resultados.
Su padre lo nombró director de las divisiones juveniles de Argentina. En 2013, comienza a dirigir la Selección sub-17 de Argentina, con la que obtendría el Campeonato Sudamericano de Fútbol Sub-17 de 2013 y llegó a las semifinales en el Copa Mundial.
Con la misma camada de jugadores pasa a dirigir la Selección de fútbol sub-20 de Argentina, con la que obtuvo nuevamente el Sudamericano 2015 jugado en Uruguay, clasificándose a los Juegos Olímpicos y al Mundial Sub-20, en este último certamen dirigía a la Selección que quedó eliminada en la primera ronda.

## Clubes

### Como ayudante
| Club                        | País      | Año       |
| --------------------------- | --------- | --------- |
| Sevilla FC                  | España    | 1993      |
| Sevilla FC                  | España    | 1997      |
| Club Atlético Independiente | Argentina | 1995      |
| Nacional                    | Uruguay   | 1997-1998 |

### Como director técnico
| Club                     | País      | Año       |
| ------------------------ | --------- | --------- |
| Club Deportivo Mandiyú   | Argentina | 1989      |
| Racing Club              | Argentina | 1992      |
| Talleres                 | Argentina | 1993      |
| Arsenal FC               | Argentina | 1995      |
| Independiente            | Argentina | 1996      |
| Godoy Cruz               | Argentina | 1996-1997 |
| América Cochahuayco      | Perú      | 1999-2000 |
| Selección Mexicana U-17  | México    | 2001-2003 |
| Selección Mexicana U-20  | México    | 2003-2005 |
| Talleres                 | Argentina | 2007-2008 |
| Selección Argentina U-17 | Argentina | 2013      |
| Selección Argentina U-20 | Argentina | 2014-2016 |
| Unión La Calera          | Chile     | 2016      |
| Arsenal FC               | Argentina | 2017      |

### Como director deportivo
| Club                         | País      | Año       |
| ---------------------------- | --------- | --------- |
| Mitre de Santiago del Estero | Argentina | 2021-Act. |

## Estadísticas
| Equipo                        | Torneo                        | Estadísticas | Estadísticas | Estadísticas | Estadísticas | Estadísticas | Estadísticas | Estadísticas | Estadísticas | Estadísticas |
| Equipo                        | Torneo                        | PJ           | G            | E            | P            | GF           | GC           | DG           | Efectividad% |              |
| ----------------------------- | ----------------------------- | ------------ | ------------ | ------------ | ------------ | ------------ | ------------ | ------------ | ------------ | ------------ |
| Racing Club Argentina         | Clausura 1992                 | 9            | 4            | 5            | 0            | 6            | 1            | +5           | 72%          |              |
| Racing Club Argentina         | Supercopa Sudamericana 1992   | 8            | 5            | 2            | 1            | 7            | 8            | -1           | 75%          |              |
| Racing Club Argentina         | Apertura 1992                 | 19           | 4            | 7            | 8            | 14           | 20           | -6           | 39,47%       |              |
| Racing Club Argentina         | Total                         | 36           | 13           | 14           | 9            | 27           | 29           | -2           | 55.56%       |              |
| Talleres de Córdoba Argentina | Clausura 1993                 | 7            | 0            | 4            | 3            | 7            | 12           | -5           | 28,57%       |              |
| Talleres de Córdoba Argentina | Total                         | 7            | 0            | 4            | 3            | 7            | 12           | -5           | 28.57%       |              |
| Arsenal FC Argentina          | Nacional B 1994-95            | 13           | 4            | 4            | 5            | 19           | 19           | 0            | 46.15%       |              |
| Arsenal FC Argentina          | Total                         | 13           | 4            | 4            | 5            | 19           | 19           | 0            | 46.15%       |              |
| Independiente Argentina       | Clausura 1996                 | 8            | 2            | 5            | 1            | 8            | 8            | 0            | 45.83%       |              |
| Independiente Argentina       | Total                         | 8            | 2            | 5            | 1            | 8            | 8            | 0            | 45.83%       |              |
| Godoy Cruz Argentina          | B Nacional 1996-97            | 44           | 22           | 10           | 12           | 71           | 52           | +19          | 57.58%       |              |
| Godoy Cruz Argentina          | Total                         | 44           | 22           | 10           | 12           | 71           | 52           | +19          | 57.58%       |              |
| América Cochahuayco Perú      | Segunda División Peruana 1999 | 1            | 0            | 1            | 0            | 2            | 2            | 0            | 33%          |              |
| América Cochahuayco Perú      | Segunda División Peruana 2000 | 24           | 12           | 5            | 7            | 34           | 28           | +6           | 56.94%       |              |
| América Cochahuayco Perú      | Total                         | 25           | 12           | 6            | 7            | 36           | 30           | +6           | 56%          |              |
| Talleres de Córdoba Argentina | Promoción 2008                | 1            | 0            | 1            | 0            | 1            | 1            | 0            | 33.33%       |              |
| Talleres de Córdoba Argentina | B Nacional 2008/09            | 19           | 9            | 5            | 5            | 31           | 28           | +3           | 56.14%       |              |
| Talleres de Córdoba Argentina | Total                         | 20           | 9!16         | 5            | 132          | 29           | +3           | 55%          |              |              |
| Talleres de Córdoba Argentina | Total en Talleres             | 27           | 9            | 10           | 8            | 39           | 41           | -2           |              |              |
| Argentina sub-17 Argentina    | Sudamericano 2013             | 9            | 4            | 3            | 2            | 17           | 13           | +4           | 55.56%       |              |
| Argentina sub-17 Argentina    | Copa Mundial 2013             | 7            | 4            | 1            | 2            | 13           | 12           | +1           | 61.9%        |              |
| Argentina sub-17 Argentina    | Total                         | 16           | 8            | 4            | 4            | 30           | 25           | +5           | 58.33%       |              |
| Argentina sub-20 Argentina    | Sudamericano 2015             | 9            | 7            | 1            | 1            | 24           | 7            | +17          | 81.48%       |              |
| Argentina sub-20 Argentina    | Copa Mundial 2015             | 3            | 0            | 2            | 1            | 4            | 5            | -1           | 11.11%       |              |
| Argentina sub-20 Argentina    | Total                         | 12           | 7            | 3            | 2            | 28           | 12           | +16          | 63.89%       |              |
| Unión La Calera · Chile       | Primera B 2016-17             | 8            | 1            | 4            | 3            | 7            | 12           | -5           | 29.17%       |              |
| Unión La Calera · Chile       | Total                         | 8            | 1            | 4            | 3            | 7            | 12           | -5           | 29.17%       |              |
| Arsenal FC Argentina          | Sudamericana 2017             | 4            | 3            | 0            | 1            | 10           | 4            | +6           | 75%          |              |
| Arsenal FC Argentina          | Primera División 2016-17      | 15           | 5            | 1            | 9            | 16           | 25           | -9           | 35.56%       |              |
| Arsenal FC Argentina          | Copa Argentina 2017           | 1            | 0            | 1            | 0            | 1            | 1            | 0            | 33.33%       |              |
| Arsenal FC Argentina          | Primera División 2017-18      | 12           | 1            | 2            | 9            | 6            | 15           | -9           | 13.89%       |              |
| Arsenal FC Argentina          | Total                         | 32           | 9            | 4            | 19           | 33           | 45           | -12          | 32.29%       |              |
| Arsenal FC Argentina          | Total en Arsenal              | 45           | 13           | 8            | 24           | 52           | 64           | -12          | 34.81%       |              |
| Total en sus equipos          | Total en sus equipos          | 221          | 87           | 63           | 71           | 298          | 273          | +25          | 48.87%       |              |

## Palmarés

### Palmarés como entrenador

#### Torneos internacionales
| Título            | Club                | País      | Año  |
| ----------------- | ------------------- | --------- | ---- |
| Sudamericano U-17 | Selección Argentina | Argentina | 2013 |
| Sudamericano U-20 | Selección Argentina | Argentina | 2015 |